# Маслих, Сергей Александрович
Сергей Александрович Маслих (18 ноября, 1901, Москва — 20 сентября 1991, Москва) — советский архитектор-конструктивист, исследователь русского изразцового искусства, художник и автор книг по русскому изразцовому искусству, создатель первых советских серий типового жилья в 1940-е годы.

## Семья
Сергей Александрович Маслих родился 18 ноября 1901 года в Москве, в семье обрусевших немцев.
Дед — Густав Маслих, переехавший в Российскую империю в 70-е годы XIX века из Баварии — художник-технолог по окрашиванию тканей на ситцевых мануфактурах в Иваново-Вознесенске.
Отец — Александр Густавович Маслих — был служащим Банкирского дома «И. В. Юнкер и Ко» (одной из крупнейшех финансовых организации Российской империи), после 1918 года работал кассиром на Курском вокзале. 
Мать — Клара Ивановна Маслих (урожденная Бартольд) из семьи обрусевших немцев, проживавших в Москве с 1870-х. В семье было три сына, Сергей был средним.
Супруга — Ольга Александровна Яфа (архитектор).
Дочь — Екатерина Сергеевна Сухомлинова (урожд. Маслих) — художник-живописец.

## Творчество

### Работа архитектором
В 1919 году Сергей Маслих поступил в Московское высшее техническое училище (сейчас — Московский государственный технический университет имени Н. Э. Баумана) на архитектурное отделение. После окончания училища в 1925 году, по приглашению своего преподавателя — Леонида Веснина — начинает работать в архитектурной мастерской братьев Весниных. Молодой архитектор участвует в проектировании здания Института минерального сырья в Москве и далее — практически всех проектов, возглавляемых Виктором Весниным. Позднее он принимает участие в проектировании Днепрогэса и трех гидроэлектростанций на Волге и Каме, руководит проектированием Ярославской гидростанции, и участвует в разработке многих других объектов.
С 1926 года Сергей Маслих также является членом Объединения современных архитекторов (ОСА) и членом редакционного коллектива журнала ОСА «Современная архитектура». С 1935 года — член Союза советских архитекторов (позднее Союз архитекторов СССР).
С начала 1930-х Сергей Маслих преподает в Высшем инженерно-строительном училище, а затем и в Архитектурном институте (МАрхИ). Но в 1937 году отказывается от преподавательской деятельности из-за полного несогласия с установками, которые были положены в основу преподавания того времени — уродливого понимания современности и общего увлечения эклектикой, которая навязывалась как «творческая переработка ренессанса», а в среде архитекторов-конструктивистов именовалась не иначе как «разнессанс».
Ведущие авторы мастерской, и Сергей Маслих в том числе, полностью разделяли взгляды братьев Весниных на современную советскую архитектуру и продолжали работать в стиле конструктивизма, что значительно отличало создаваемые ими объекты от творчества большинства архитектурных мастерских Моссовета. Из-за несогласия с установками руководящих работников Моссовета в 1936 году мастерская Весниных была выведена из состава архитектурных мастерских Москвы и переведена в ведение Наркомтяжпрома (позднее преобразованного в Министерство нефтяной промышленности). Именно по этой причине объекты, проектируемые в архитектурной мастерской Весниных, широко реализовывались на территории всего СССР, но не в столице.
В 1937 году С. Орджоникидзе предложил В. А. Веснину организовать работу по созданию типовых жилых кварталов для рабочих поселков и городов, возникших на базе новых промышленных предприятий по всей стране. Возглавить это новое направление работ В. А. Веснин поручил С. А. Маслиху и В. Г. Калишу. К началу 1940 года несколько серий жилых домов разной этажности были подготовлены. Довести работу до конца помешала война — в августе 1941 года С. А. Маслих был экстренно откомандирован на строительство временных электростанций на Каме, взамен уничтоженного Днепрогэса.
В 1945 году Комитет по делам архитектуры при СНК СССР включил архитектурную мастерскую Весниных в число ведущих организаций по проектированию типовых жилых домов для восстановительного послевоенного периода. А уже в конце 1946 года разработанные мастерской серии новых жилых домов были включены в каталог рекомендованных к постройке проектов. Это стало началом большой и длительной работы Сергея Александровича Маслиха в части типового жилищного строительства. Чтобы систематизировать огромное число типовых проектов различных мастерских, Комитет по делам архитектуры при СНК СССР начал проводить конкурсы на лучшие проектные решения, объединяя в серии лучшие типовые проекты с едиными конструктивными и инженерно-техническими решениями и выпуская общесоюзные каталоги типовых проектов. Уже в 1947 г. Комитет по делам архитектуры ввел в общесоюзный каталог 5 проектов двухэтажных кирпичных секционных домов с водоснабжением и канализацией, спроектированных в 1946 г. архитектурно-проектной мастерской № 1 Министерства нефтяной промышленности восточных районов СССР во главе с С. А. Маслихом.
Типовые проекты жилых дома из сборных железобетонных деталей, разработанные группой архитекторов под руководством Сергея Маслиха, были объединены в 201-ю серию, содержавшую двухэтажные проекты:
- № 2 — 4-квартирный дом с трёхкомнатными квартирами,
- № 9 (совместно в Н. В. Никифоровой) — 8-квартирный дом с трёхкомнатными квартирами,
- № 12 (совместно с О. А. Яфа) — 12-квартирный дом (4 однокомнатных и 8 2-комнатных квартир),
- № 13 (совместно с О. А. Яфа) — 12-квартирный угловой дом (4 однокомнатных, 6 двухкомнатных, 2 трёхкомнатных квартиры),
- № 18 (совместно с М. Н. Слотинцевой) — 16-квартирный дом (4 однокомнатных, 6 двухкомнатных и 6 трёхкомнатных квартир). Все эти проекты с 1947 года публиковались в каталогах типовых проектов жилых зданий Государственного архитектурного издательства, а рабочие чертежи и сметы продавались в торговой сети КОГИЗа. Застройщики также могли заказывать чертежи непосредственно у самой проектной организации. Благодаря детальной проработке проектов и технологии строительства его можно было проводить за короткий срок и относительно дёшево за счет унификации типоразмеров многократно повторявшихся элементов и частей дома (балок, щитов наката, щитов перегородок, окон, дверей, лестниц, санитарно-технических узлов и т. д.). Все проекты серии имели два варианта фасадов: парадный и обычный, варианты для устройства печного или центрального отопления[1]. Это позволило внедрить их массово на всех ведомственных стройках — новые жилые районы Омска, Рязани, Новокуйбышевска и других городов строились именно этим типовым проектам. Большое разнообразие проектов серии позволяло располагать дома на красной линии улиц или с отступом от неё, комплектовать целые кварталы или посёлки при сохранении единства планировочно-конструктивного решения. Дома были богато декорированы натуральным камнем, балконами и лоджиями, лепкой[1].

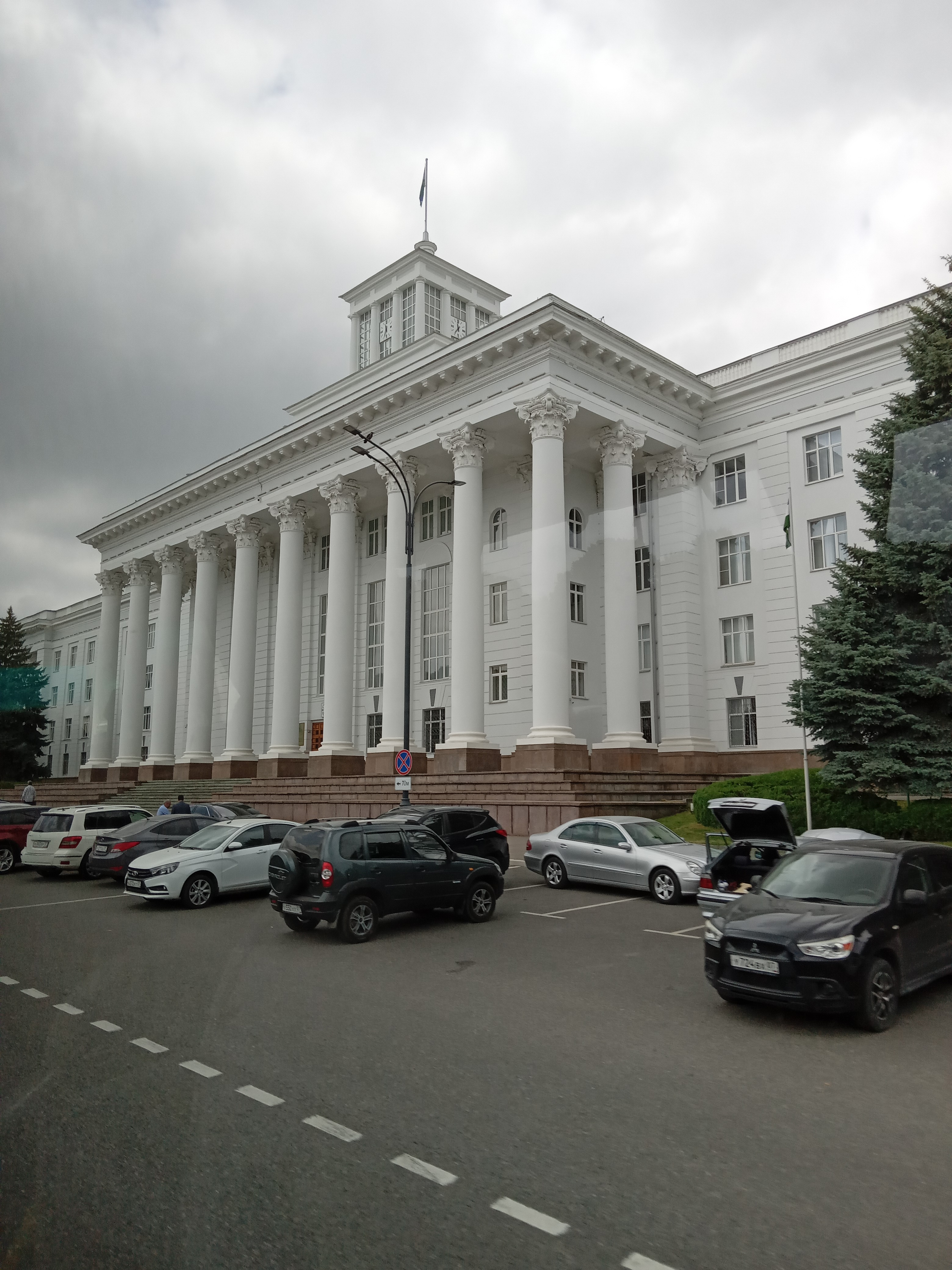
Дом Советов в Нальчике

Для расширения климатических районов строительства и необходимости сокращения смет проектов из-за принятых в мае 1950 года постановлений Совета Министров СССР и Совета Министров РСФСР о снижении стоимости строительства из-за «больших излишеств в проектах и сметах» мастерская Маслиха пересмотрела свои проекты, упростив их за счет переноса задних стенок лоджий в плоскость наружных стен и превращением колонок, расположенных по бокам лоджий, в пилястры. У проекта 201-2 жилая площадь дома увеличилась с 149,96 м² до 192,48 м², а сметная стоимость пересмотренного проекта 201-18 в 1954 году составила 865,34 тыс. руб., при объёме здания 4180 м³. Государственный комитет Совета министров СССР по делам строительства и Министерство городского строительства приказами № 59/212 и 60/213 от 20 ноября 1950 г. утвердили проекты для строительства в южных районах РСФСР и Украинской ССР.
За разработку и реализацию проектов 201-й серии Сергей Маслих получил орден «Знак Почёта», а также девять премий и почетных грамот на всероссийских конкурсах проектов лучших жилых и гражданских зданий.
В послевоенные годы архитектурно-проектная мастерская Наркомтяжпрома под руководством В. А. Веснина состояла из нескольких бригад, в каждую из которых входило пять архитекторов, инженеры, чертежники и другие сотрудники. С. А. Маслих возглавлял одну из этих бригад. С 1940 по 1956 год мастерская вела крупномасштабное строительство в Кабардино-Балкарской АССР. По проекту С. А. Маслиха было построено здание Дома Советов в Кабардино-Балкарии (1944—1956; соавторы С. Г. Андриевский и С. Е. Вахтангов).

### Исследование изразцового искусства
Однако сегодня Сергей Маслих более известен как исследователь русского изразцового искусства XV—XIX веков. После выхода на пенсию в 1961 году по состоянию здоровья он целиком посвящает себя изучению изразцов. После обзора источников, оставленных предшественниками, Сергей Маслих обнаружил, что информации по этой теме собрано на удивление мало и лишь малое число памятников архитектуры того периода (XV—XIX веков) сохранили свое первоначальное керамическое убранство. Церкви перестраивали, а в ХХ столетии — варварски разрушали. Печи — перекладывали, но чаще — просто разбирали и многие выдающиеся образцы изразцового творчества были полностью или частично утрачены.
Сергей Маслих увлекся изразцами и стал вести планомерную фиксацию архитектурной керамики, сохранившейся как на фасадах исторических памятников, так и в музейных собраниях. Насмотренность, системность мышления и накопленные знания позволили ему атрибутировать многие изразцы, систематизировать их по хронологии, географии, школам и даже открыть ранее неизвестные центры изразцового производства.
По мере изучения материала, он принял твердое решение не коллекционировать сами изразцы, но создать коллекцию их акварельных копий с реконструкцией утраченных фрагментов. На создании такой коллекции ушло более 10 лет.
Выставка коллекции С. А. Маслиха «Русское изразцовое искусство XV—XIX веков», организованная в 1969 году в Государственном музеи архитектуры имени А. В. Щусева, стала значимым событием культурной жизни Москвы. В 1976 году под тем же названием вышла в свет первая книга С. А. Маслиха, где впервые было систематизировано искусство русского изразца. В альбоме более 300 иллюстраций изразцов из восьмидесяти городов и исторических центров России. Иллюстрации систематизированы по периодам и городам, есть отдельные зарисовки сюжетов, свойственных той или иной местности. Оценив труд С. А. Маслиха, искусствоведы поставили автора в один ряд с такими исследователями русского изразца, как И. Е. Забелин, Н. В. Султанoв, А. В. Филиппoв и А. Б. Салтыкoв.
В 1983 году вышло второе дополненное издание книги — здесь также был представлен цикл лекций «Русская архитектурная керамика XV—XIX веков», которые С. А. Маслих читал перед научно-архитектурной общественностью Москвы в 1970—1972 годах в Музее Архитектуры и в Доме Ученых. Здесь, помимо подробных описаний тридцати семи сохранившихся изразцовых печей XVII—XIX веков, автор представил тринадцать акварельных реконструкций, выполненных на основе собственных многолетних исследований.
Коллекция, созданная С. А. Маслихом в настоящее время находится в Государственном музее архитектуры имени А. В. Щусева в Москве.
На сегодняшний день в трудах Сергея Маслиха представлен наиболее полный каталог, систематизирующий русские изразцы и позволяющий не только изучать исторические образцы, но и воспроизводить в материале (и в натуральную величину) как отдельные изразцы, так и изразцовые декоры зданий, традиционные русские печи и другие образцы русского изразцового искусства.
С 1961 года на пенсии. Жил в Москве по адресу: улица Семашко, 6.